# Croix de Kervren
La croix de Kervren est située à Ploumilliau en France.

## Localisation
La croix est située sur la commune de Ploumilliau, route de Kérauzern, dans le département des Côtes-d'Armor en région Bretagne.

## Historique
La croix est inscrite au titre des monuments historiques par arrêté du 31 mars 1926.